# Mauritius International 1994
Die Mauritius International 1994 im Badminton fanden als offene internationale Meisterschaften von Mauritius Mitte Oktober 1994 statt.

## Sieger und Platzierte
| Disziplin    | Gold                         | Silber                          | Bronze                              |
| ------------ | ---------------------------- | ------------------------------- | ----------------------------------- |
| Herreneinzel | Peter Bush                   | Wong Choong Hann                | Vincent Laigle                      |
| Herreneinzel | Peter Bush                   | Wong Choong Hann                | Lim Theam Teow                      |
| Dameneinzel  | Sandra Dimbour               | Tanya Woodward                  | Winnie Lee                          |
| Dameneinzel  | Sandra Dimbour               | Tanya Woodward                  | Michelle Edwards                    |
| Herrendoppel | Michael Adams Dave Wright    | Teh Chong Chen Wong Choong Hann | Johan Kleingeld Gavin Polmans       |
| Herrendoppel | Michael Adams Dave Wright    | Teh Chong Chen Wong Choong Hann | Manuel Dubrulle Vincent Laigle      |
| Damendoppel  | Joanne Davies Tanya Woodward | Norhasikin Amin Winnie Lee      | Linda Montignies Monique Ric-Hansen |
| Damendoppel  | Joanne Davies Tanya Woodward | Norhasikin Amin Winnie Lee      | Sandra Dimbour Christelle Mol       |
| Mixed        | Michael Adams Joanne Davies  | Dave Wright Karen Chapman       | Peter Bush Tanya Woodward           |
| Mixed        | Michael Adams Joanne Davies  | Dave Wright Karen Chapman       | Chan Chong Ming Winnie Lee          |